# 개러스 매콜리
개러스 제럴드 매콜리(Gareth Gerald McAuley, 1979년 12월 5일 ~ )은 북아일랜드의 전직 축구 선수이자 현 축구 지도자로 현역 시절 센터백으로 활약했으며 현재 북아일랜드 U-19 축구 국가대표팀의 감독직을 맡고 있다.

## 선수 시절

### 클럽
1999년 린필드 FC에서 프로 활동을 시작한 뒤 2000년부터 2002년까지 크루세이더스 FC에서 활약했고 2002년부터 2004년까지 콜레인 FC에서 활약하며 2002-03 아이리시컵 우승을 차지했다.
그 후 2006-07 시즌부터 2007-08 시즌까지 두 시즌 동안 EFL 챔피언십의 링컨 시티 84경기 10골로 활약한 후 2008-09 시즌을 앞두고 같은 리그의 입스위치 타운으로 이적하여 2010-11 시즌까지 공식전 127경기 8골을 기록했고 특히 입스위치 타운에서의 마지막 시즌인 2010-11 시즌 EFL컵에서 구단 역사상 최초의 4강 진출이라는 쾌거를 이끌어내기도 했다.
이후 2011-12 시즌부터 2017-18 시즌까지 일곱 시즌 동안 잉글랜드 프리미어리그의 웨스트브로미치 앨비언 소속으로 공식전 227경기 17골을 기록하며 일곱 시즌 중 여섯 시즌 동안 팀의 프리미어리그 잔류를 이끌어냈으나 2017-18 시즌 프리미어리그에서 20팀 중 최하위에 머무르며 2부 리그로 강등되자 2017-18 시즌을 끝으로 웨스트브로미치와의 일곱 시즌 동안의 동행을 마무리했다.
그리고 2018-19 시즌을 앞두고 스코티시 프리미어십의 강호인 레인저스 FC로 이적하여 비록 공식전 10경기 출전에 머물렀지만 팀의 리그 준우승과 스코티시 리그컵 4강 진출에 일조한 뒤 2018-19 시즌을 끝으로 20년간 정들었던 그라운드를 떠났으며 은퇴한지 2달 후인 2019년 10월에는 영국 정부로부터 대영 제국 훈장을 수여받았다.

### 국가대표팀
2005년 6월 4일 2002년 FIFA 월드컵 준우승팀인 독일과의 친선 경기(1-4 패)에서 북아일랜드 A대표팀 소속으로 국제 A매치 데뷔전을 치른 후 2009년 2월 11일 최약체팀인 산마리노와의 2010년 FIFA 월드컵 유럽 지역 예선 3조 5차전에서 A매치 데뷔골을 터뜨리며 팀의 3-0 완승에 일조했다.
이후 2014년 FIFA 월드컵 유럽 지역 예선에서 포르투갈, 페로 제도를 상대로 각각 1골씩 기록한 뒤 UEFA 유로 2016 예선에서도 3골을 터뜨리면서 1986년 FIFA 월드컵 이후 30년만의 북아일랜드의 메이저 대회 본선 진출이자 유로 대회 사상 첫 본선 진출을 이끌었다.
그리고 우크라이나와의 UEFA 유로 2016 C조 조별리그 2차전에서 선제골이자 결승골을 터뜨리며 팀의 2-0 완승과 함께 북아일랜드 축구 역사상 첫 유로 대회 16강 진출이자 1982년 FIFA 월드컵 이후 34년만의 메이저 대회 본선 토너먼트 진출까지 견인했으나 웨일스와의 16강전에서 통한의 자책골을 기록하며 8강 문턱에서 분루를 삼켰다.
그 후 2016년 11월 11일 아제르바이잔과의 2018년 FIFA 월드컵 유럽 지역 예선 C조 4차전에서도 득점을 기록했고 이후 예선 6경기에 모두 출전하며 북아일랜드 축구 역사상 첫 월드컵 유럽 지역 예선 플레이오프 진출에 공헌한 뒤 A매치 통산 80경기 9골의 기록을 남기고 국가대표팀 유니폼을 반납했다.

## 지도자 경력

### 북아일랜드 U-19 대표팀
선수 은퇴 후 4년이 지난 2023년 북아일랜드 U-19 대표팀의 사령탑으로 부임한 뒤 이듬해 자국에서 열린 2024년 UEFA 유러피언 U-19 챔피언십에서 팀을 이끌었지만 1무 2패·A조 최하위의 참담한 성적을 받아들이며 조별리그 탈락의 고배를 마셨다.

## 수상

### 클럽
콜레인 FC
- 아이리시컵 : 우승 (2002-03)

 입스위치 타운
- EFL컵 : 4강 (2010-11)

 레인저스 FC
- 스코티시 프리미어십 : 준우승 (2018-19)
- 스코티시 리그컵 : 4강 (2018-19)

### 개인
- 잉글랜드 프로 축구 선수 협회 선정 올해의 팀 : 2005-06
- 입스위치 타운 올해의 선수 : 2009-10
- 웨스트브로미치 앨비언 올해의 선수 : 2012-13
- 웨스트브로미치 앨비언 선수 선정 올해의 선수 : 2012-13

### 기타
- 대영 제국 훈장 : 2019